# George Patterson (Fußballtrainer)
George Stanley Patterson (* 23. April 1887 in Liverpool; † 8. Mai 1955 ebenda) war ein englischer Fußballtrainer. Nachdem er bereits seit 1908 in der Vereinsführung des FC Liverpool gearbeitet und während des und kurz nach dem Ersten Weltkrieg(s) die Rolle eines Cheftrainers ausgeübt hatte, war er zwischen 1928 und 1936 hauptverantwortlicher Trainer der „Reds“.

## Sportlicher Werdegang
Patterson war selbst als Fußballer nur bei wenig renommierten Vereinen wie dem FC Marine aufgefallen, schloss sich dann im Jahr 1908 dem FC Liverpool an und diente dem damaligen Vereinssekretär Tom Watson als Assistent. Vor der Einführung des „Managers“, wie der für die Mannschaft hauptverantwortliche Trainer später im englischen Fußball genannt werden sollte, war Watson als Vereinssekretär der „starke Mann“ in sportlichen Belangen. In dieser Funktion leitete er die fußballerischen Geschicke des Vereins bis zu seinem Tod im Jahr 1915. Als sein Nachfolger wurde schließlich Patterson bestimmt. Zwar gab der FC Liverpool diese Personalie formal erst Mitte September 1918 bekannt, aber bereits während des Ersten Weltkriegs hatte er den Klub in sportlichen Belangen durch die oftmals chaotischen Ersatzwettbewerbe geführt. Vorzugsweise suchte er ab der Saison 1918/19 vom Kriegsdienst befreite, erfahrene Fußballer. Als der offizielle Spielbetrieb zur Spielzeit 1919/20 wieder startete, stand Patterson der Mannschaft weiter vor, bevor sich der Klub dazu entschloss, die Funktionen des Sekretärs (als Vorsitzender des Vereins) und des Managers (als sportlicher Verantwortlicher für die Teamergebnisse) zu trennen. Erster ausschließlicher Manager wurde David Ashworth im Dezember 1919 und der bis dahin die Rolle parallel ausfüllende Patterson fokussierte sich fortan wieder auf seine Leitungsfunktion als Funktionär. Bei Fußballhistorikern umstritten ist Pattersons Rolle als Trainer des FC Liverpool. Formal gesehen galt er in der Saison 1919/20 bis Dezember als sportlich verantwortlich. Zwar oblag einem Vereinsgremium die konkrete Aufstellung bei den Pflichtspielen und nicht dem Manager, aber dies änderte sich auch für Nachfolger Ashworth nicht. Patterson hatte in seiner Zeit einige wichtige Personalentscheidungen getroffen. Dazu zählte die Rückkehr der Vereinslegende Arthur Goddard und die Entdeckung von Talenten wie John Bamber, Harry Chambers, Harry Lewis und Tommy Lucas. Sportlich war die Zeit unter Patterson durchwachsen verlaufen mit gerade einmal 7 Siegen in 18 Ligaspielen und Platz 18 in der ersten Liga mit 22 teilnehmenden Mannschaften.
Nachdem der von Stockport County verpflichtete Ashworth die Geschicke übernommen hatte, zahlte sich die Entscheidung auf Anhieb aus. Die Mannschaft erzielte 18 Treffer in Serie ohne Gegentor, bei fünf Siegen in der Liga und drei Erfolgen im FA Cup zwischen Januar und Mitte Februar 1920. Ashworth führte Liverpool in den Jahren 1922 und 1923 jeweils zur englischen Meisterschaft, wobei er bereits zur Mitte der Saison 1922/23 aus familiären Gründen den Verein wieder verlassen hatte. Ashworths Nachfolger wurde Ex-Spieler Matt McQueen. McQueen betreute den Klub bis 1928 und nach seinem Rücktritt übernahm Patterson die Rolle des sportlichen Leiters ein weiteres Mal. Damit wurde er auch zum ersten Trainer in der Vereinsgeschichte, der diese Rolle zum zweiten Mal ausfüllte – und nicht erst Kenny Dalglish viele Jahre später. Die Ära unter Pattison zwischen 1928 und 1936 war eine der ereignisärmsten in der Liverpool-Historie, die zumeist geprägt war durch Mittelfeldplätze und wenigen Misstönen abseits des Platzes. Erst eine Serie von nur drei Siegen in den letzten 20 Ligaspielen der Saison 1935/36 führte zu neuem Handlungsbedarf. Liverpool hatte gerade einmal um drei Punkte den Abstieg verhindert und da auch Patterson gesundheitlich angeschlagen war, stellte sich der Verein neu auf. Mit George Kay wurde ein neuer Trainer gefunden und Patterson führte bis 1939 die Tätigkeit als Vereinssekretär fort, bevor er auch dieses Amt niederlegte. Fortan blieb er dem FC Liverpool weiter verbunden und besuchte häufig die Heimspiele. Nach längeren Jahren der Krankheit verstarb er schließlich im Mai 1955 im Alter von 68 Jahren.